# توماس سنكلير هاريسون
توماس سنكلير هاريسون (بالإنجليزية: Thomas Sinclair Harrison)‏ هو عسكري جنوب أفريقي، (ولد في كينغ ويليامز تاون ‏ في جنوب أفريقيا 1898  م).